# Боромля
Боро́мля (укр. Боромля) — село, Боромлянская сельская община, Ахтырский район, Сумская область, Украина.
Код КОАТУУ — 5925080801. Население по переписи 2010 года составляло 4490 человек (данные бывшего сельского совета). Является административным центром Боромлянской сельской общины, в которую, кроме того, входят сёла Волков, Градское, Гребениковка, Жигайловка, Мозговое, Набережное, Новгородское, Пархомовка, Першотравневое и Шевченков Гай.

## Географическое положение
Село Боромля находится в месте слияний двух рек Боромля в одну. На расстоянии в 0,5 км расположено село Першотравневое. По селу протекает несколько пересыхающих ручьёв с запрудами. Через село проходит автомобильная дорога Н-12.

## История
- 1659 — дата основания[3]
- Филарет (Д. Г. Гумилевский) относит основание Боромли к 1658 году и называет её первыми поселенцами черкас во главе с атаманом Корнеем Васильевым и с 425 его товарищами. Городок располагался на Белгородской укреплённой линии, между Свободным и Олешней. Она называлась городом «не только за укрепления», но и «за значительное количество жителей».
- В 1659 году по заданию белгородского воеводы Иван Скурихин сделал описание города. Он был обнесен двумя дубовыми стенами с заострёнными кверху брёвнами, что соединялись между собой перегородками, а пространство между ними было засыпано землёй. В стенах укрепления размещались четыре башни, одна из которых была проезжей, а другие — глухими. Высота дубовых стен была более двух саженей. Вокруг крепости, протяжённостью 172 саженей, был выкопан ров глубиной 2 сажени и шириной 3 сажени. Под крепостью непосредственно расположился городок и дома жителей, которые также были окружены дубовой стеной в 1,5 сажени высотой с бруствером и «катками» — большими толстыми брёвнами, которые скатывали на врага в случае осады. В этой стене было пять башен, одна из которых проезжая. Дубовый частокол с другом глухой башней защищал и пригород, куда вели двое проезжих ворот. Протяжённость стен вокруг укрепления города и пригороды составляла 745 саженей. Крепостные стены окружал ров длиной 775 саженей. Сначала гарнизон крепости насчитывал около сотни человек (сотню), на вооружении которого было 9 орудий, 450 ядер к ним и 24 пуда пороха.
- 19 декабря 1659 был издан царский указ, утвердившим построение городка Боромля и проживание в нём переселенцев. Согласно этой с царской грамотой поселенцам отводились земли: атаману — 15 четей, есаулам — по 13,5 четей, казакам — по 12 четей. Указом царя Алексея Михайловича от 1 марта 1660 года воеводой города был назначен Ермолай Дуров.
- В 1665 году население Боромли насчитывалось 862 жителя. Через несколько лет со времени основания городок стал центром размещения двух сотен, входивших в Ахтырский полк. По две казачьи сотни были только в полковом городе Ахтырке и в городах Боромля и Котельни. Население занималось преимущественно земледелием и животноводством, но основной обязанностью считалось несения службы государевой по защите южных границ Российской империи от нападений крымских татар.
- По данным на 1864 год в казённой слободе, центре Боромлянской волости Ахтырского уезда Харьковской губернии проживало 6004 человека (2986 мужского пола и 3018 — женского), насчитывалось 1181 дворовое хозяйство, существовали 4 православные церкви, становая квартира, почтовая станция, 3 винокуренных и селитряных заводы, происходило 4 ежегодных ярмарки и базары.

## Происхождение названия
Вначале село получило название Боровное или Боровля, а позже — Боромля. Название происходит от названия реки, которая встречается в документах XVI в. Название реки состояло из двух слов «бор» и «мгла» отсюда и образована название — Боромля. Реку называли так, потому что вдоль её русла простирались густые леса (боры) и в долине реки постоянно стояла мгла, или сумерки. Есть и другое объяснение происхождения названия, суть которого сводится к тому, что поселенцам постоянно приходилось защищать свои земли от нападения различных врагов, поэтому первое название города Боровное именно так и можно объяснить.

## Экономика
- Молочно-товарная и птице-товарная фермы.
- ТДВ «Маяк».
- ООО «Боромлянская лозомебельная фабрика».
- ООО «Боромлянское инкубационно-птицеводческое предприятие».
- Боромлянское межрайонное управление водного хозяйства.

## Объекты социальной сферы
- Школа.
- Фельдшерско-акушерский пункт.

## Достопримечательности
- Братская могила советских воинов.

## Археология
Группа памятников днепро-донецкой лесостепи, выделенная М. Б. Щукиным в так называемый «горизонт Боромля», содержит керамику вельбаркского или пшеворского облика и датируется в пределах середины III — начала/первой четверти IV века. Эти памятники появились вследствие миграции части людей, оставивших черняховские памятники типа Демьянов — Черепин, из Верхнего Поднестровья на восток. Возможно, именно эти события отражены в известии Иордана об уничтожении и вытеснении венетов готами под предводительством Германариха. Вероятно, под венетами подразумевались носители материальной культуры «горизонта Боромля» второй половины III — начала IV века и памятников типа Каменево 2 — Тазово середины IV — начала V века.

## Известные уроженцы
- Сукачёв, Борис Иванович (08.08.1928 — 11.12.2015) — Герой Социалистического Труда.
- Скрынько, Василий Григорьевич (11.08.1912 — 10.11.1984) — Герой Советского Союза, участник Великой Отечественной войны, командир танкового батальона, гвардии капитан.